# 魁續
魁續（1875年—？年），字秋山，伊爾根覺羅氏，漢姓赵，荊州駐防滿洲鑲白旗人，光緒二十九年（1903年）癸卯補行辛丑壬寅恩正併科繙譯進士。

## 履歷[3]
- 光緒二十九年（1903年），中式繙譯進士，選庶吉士。
- 赴日本東京帝國大學，學習教育學，回國後任小京官。
- 辛亥後，曾在蒙藏學院教過一段書外，就一直在家從事翻譯工作，大部分時間是幫助雍和宮的喇嘛翻譯佛經。